# Historia territorial de Italia
Con el nombre historia territorial de Italia se conoce los cambios territoriales en Italia desde 1861 (año de su unificación) hasta hoy.

## 

Italia en 1860, un año antes de su unificación.

Italia en 1870.

## sigloXIX
- 1861

Se creó el Reino de Italia. Con la primera reunión del Parlamento italiano el 18 de febrero de 1861 y la posterior proclamación del 17 de marzo, Víctor Manuel II fue proclamado el primer rey de la Italia unificada, consistente de los reinos de Piamonte-Cerdeña y las Dos Sicilias, y los ducados de Módena, Toscana y Parma, más algunas porciones de los Estados Pontificios y de Lombardía-Venecia.
En este periodo los pueblos de San Martino y Casaccia de la región de Campione d'Italia, situados en la orilla opuesta del lago de Lugano, pasaron a Suiza con la Convención italo-suiza de Lugano.
- 1866

Con la Paz de Viena del 12 de octubre el Imperio austríaco cede los restos del Reino Lombardo-Véneto al Reino de Italia, compuestos por el Véneto (excepto el valle de Ampezzo), casi todo el Friul (a excepción del valle de Tarvisio y Pontebba), Mantua y la parte oriental de la provincia homónima actual.
- 1870

Con la captura de Roma el 20 de septiembre, fueron anexados por plebiscito los Estados Pontificios, que entonces formaban tres cuartas partes de la Lazio actual.
Este año se unificó políticamente la península italiana desde el Po hasta Calabria, por primera vez desde el Imperio romano. La única excepción fue la República de San Marino (la república más antigua del mundo), cuya política exterior, sin embargo, se delegó en el Reino de Italia.
- 1885

Italia ocupó y se anexionó el puerto de Massawa (Eritrea), y un área de la región del Cuerno de África que más tarde se convirtió en la Somalia Italiana.
- 1889

Por medio del Tratado de Wuchale firmado el 2 de mayo, Etiopía cede formalmente Eritrea a Italia.

Italia en 1919.

Italia en 1924.

Italia en 1942.

Italia en la actualidad.

## sigloXX
- 1901

Italia obtiene una concesión en la ciudad china de Tianjin.
- 1912

Por el Tratado de Lausana (12 de octubre), el Imperio otomano cede a Italia las provincias de Tripolitania, Cirenaica y el Dodecaneso.
- 1919

Según lo acordado en la Conferencia de París Italia se anexionó el Trentino, Venecia Julia y los valles de Ampezzo, Tarvisio, Dobbiaco y Pontebba. Más tarde ese mismo año y por medio del Tratado de Saint-Germain-en-Laye pasan a Italia regiones austrohúngaras del Alto Adigio, Friul, Trieste e Istria.
Fueron ocupadas militarmente por un par de años, pero no anexadas, las zonas de Dalmacia prometidas en el Tratado secreto de Londres, que fue una de las razones por las cuales Italia entró en la Primera Guerra Mundial.
- 1920

Con el Tratado de Rapallo fueron anexionadas por Italia la ciudad de Zadar y las islas de Cres, Lošinj, Lastovo y Palagruža. Con el Tratado de Tirana la isla de Sazan fue anexada a Italia, que ya estaba ocupada por las fuerzas armadas italianas desde 1914 y agregó a la provincia de Zadar.
- 1924

Con el Tratado de Roma (16 de marzo), gran parte de la ciudad de Rijeka (antes Estado Libre de Fiume) pasó a Italia.
- 1929

Con el Tratado de Letrán (17 de junio) se gesta el nacimiento de la Ciudad del Vaticano.
- 1932

Definición oficial de la frontera entre Italia y la Ciudad del Vaticano.
- 1939

Invasión italiana de Albania.
- 1941

Anexión italiana de la Provincia de Ljubljana, las islas de Dalmacia, la mitad de Dalmacia y Kotor, formándose así la Gobernación de Dalmacia. Esta anexión fue reconocida oficialmente solo por los países del Eje, y duró hasta septiembre de 1943.
- 1942

Con un convenio entre Italia y Suiza se determinó y se ajustó la frontera del Paso del Fieno entre Livigno y Pontresina, se determinó también la cabeza del valle Orsera en la frontera entre Livigno y Poschiavo, Monte Masuccio entre Brusio y Tirano, la cabecera de la corriente Lovero entre Villa di Chiavenna y Castasegna.
Por otra parte, también se determinó la frontera del Puente de Mut y la parte superior de Cimalmotta (Val di Lei) entre las localidades de Avers, Innerferrera y Piuro. Otro límite determinó el Paso Baldiscio entre Mesocco y Madesimo. Se ratificó en el lado izquierdo de la frontera en el valle de Gotta entre Arogno y Pellio Intelvi. Ossola fue ratificado en la frontera de Gries paso entre Ulrichen y Formazza.
Cerca de Signalkuppe y por presión del Refugio Margherita se ajustó el límite entre Zermatt, Macugnaga y Alagna. Se ratificó la situación del Refugio Príncipe de Piamonte en la frontera entre Zermatt y Valturnenza (hoy Valtournenche).
- 1943

Creación de la República Social Italiana en el norte, después de la invasión aliada.
- 1947

Además de perder sus colonias en el Tratado de París (10 de febrero), Italia perdió todos los territorios ocupados en la Segunda Guerra Mundial, además de las ciudades de Tende y zonas de Briga, Valdieri y Olivetta San Michele; el paso del Montgenèvre y la zona del Monte Chaberton, el Valle Stretta del Monte Thabor, la zona del paso de Mont Cenis y una parte del territorio del Pequeño San Bernardo. Pasaron a Yugoslavia: Fiume, la zona de Zadar y las islas de Lastovo y Palagruža y casi toda la Venecia Julia. Nació también el Territorio Libre de Trieste.
- 1953

Un convenio italo-suiza ajustó el límite a lo largo del eje del Canal Molinara, entre Chiasso y Como.
- 1954

Partición del Territorio Libre de Trieste. El norte es cedido a Italia y el sur de Yugoslavia.
- 1955

En Val di Lei (Sondrio) tras el Acuerdo de Roma, 0,5 km² pasaron a Suiza para la construcción de la represa hidroeléctrica en el Lago de Lei. Una porción de tamaño similar fue transferida de Suiza a Italia en compensación, de conformidad con el Convenio entre Suiza e Italia para modificar la frontera común, firmada el 25 de noviembre en 1952 y que entró en vigor el 23 de abril de 1955.
- 1974

La demarcación de la frontera en Claviere, que divide Italia y Francia, pasó sobre las casas de la región.
- 1975

Con el Tratado de Osimo Italia se anexó el área A de Territorio Libre de Trieste administrada desde 1954, mientras que abandonó todas las demandas en la zona B, en la administración yugoslava.
- 1976

Una convención ratificó la frontera italo-suiza en el río Breggia, cerca del Canal Molinara, y unos 1.285 m² pasaron a Italia mientras otros 1.285 m² pasaron a Suiza.
- 1985

El 31 de enero, después de que entró en vigor un acuerdo de dos ajustes en la frontera italo-suiza cerca del paso de Chiasso (Pedrinate y Valico dei Mulini), en Valico dei Mulini 426 m² pasaron a Italia mientras otros 426 m² pasaron a Suiza. En Pedrinate-Drezzo 132 m² pasaron a Italia mientras otros 132 m² pasaron a Suiza.
- 1985

En un acuerdo entre Italia y Suiza, cerca de la represa de Livigno que forma el Lago Gallo, 21.020 m² pasaron a Italia mientras otros 21.020 m² pasaron a Suiza.

## Italia en épocas anteriores a la unificación

1000
1084
1494
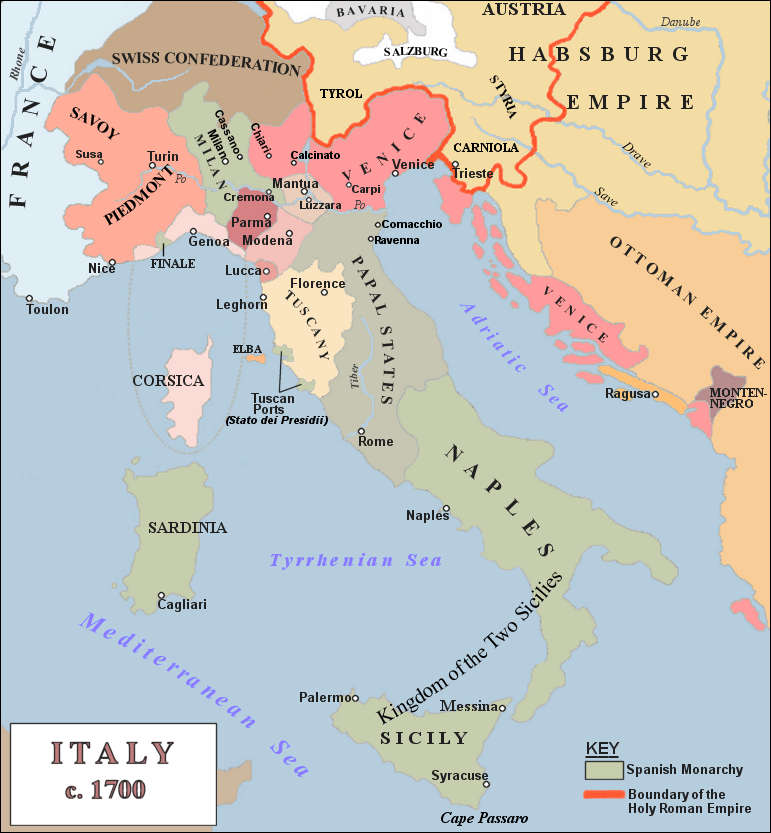
1701
1719
1734
1736
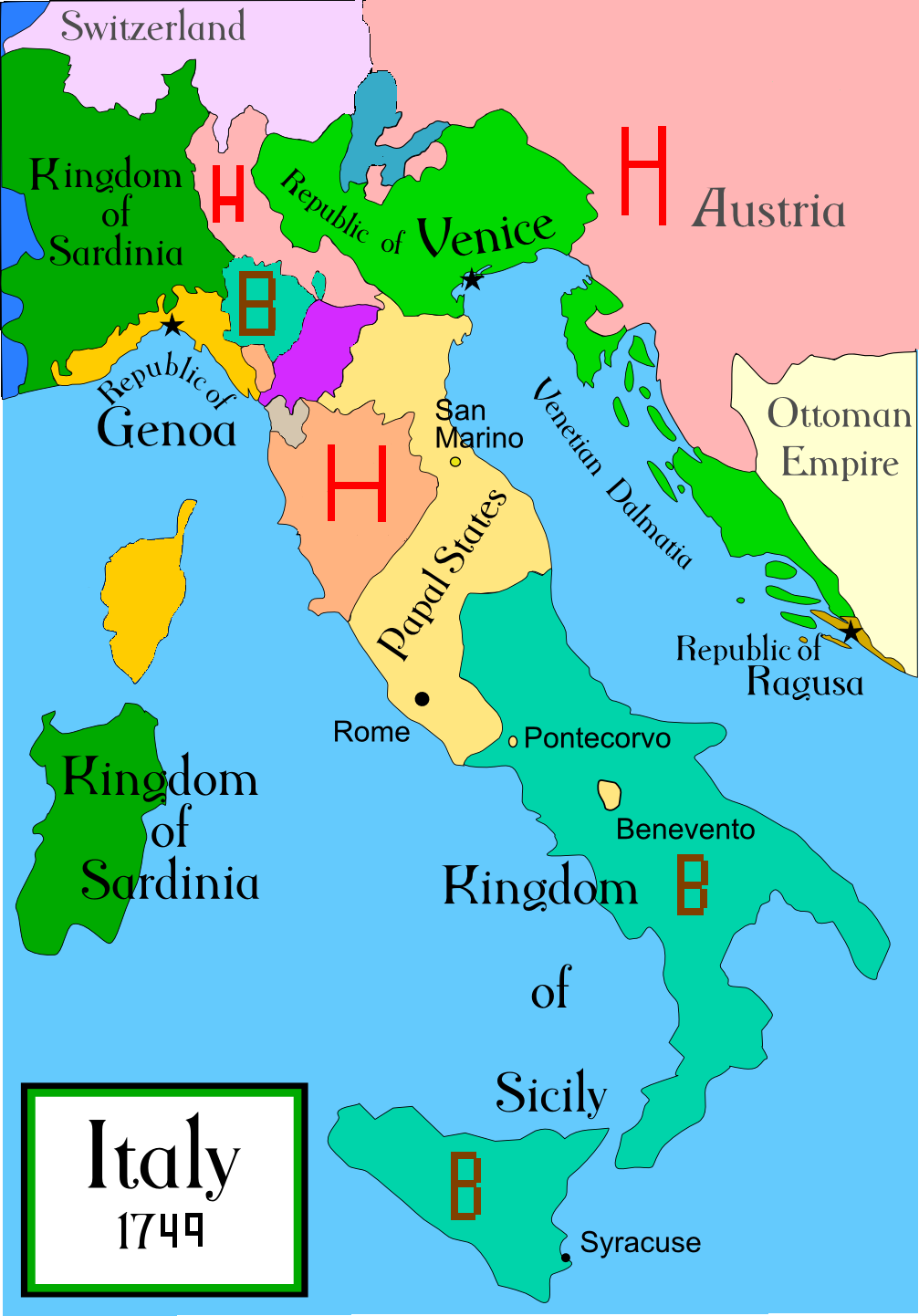
1749
1796
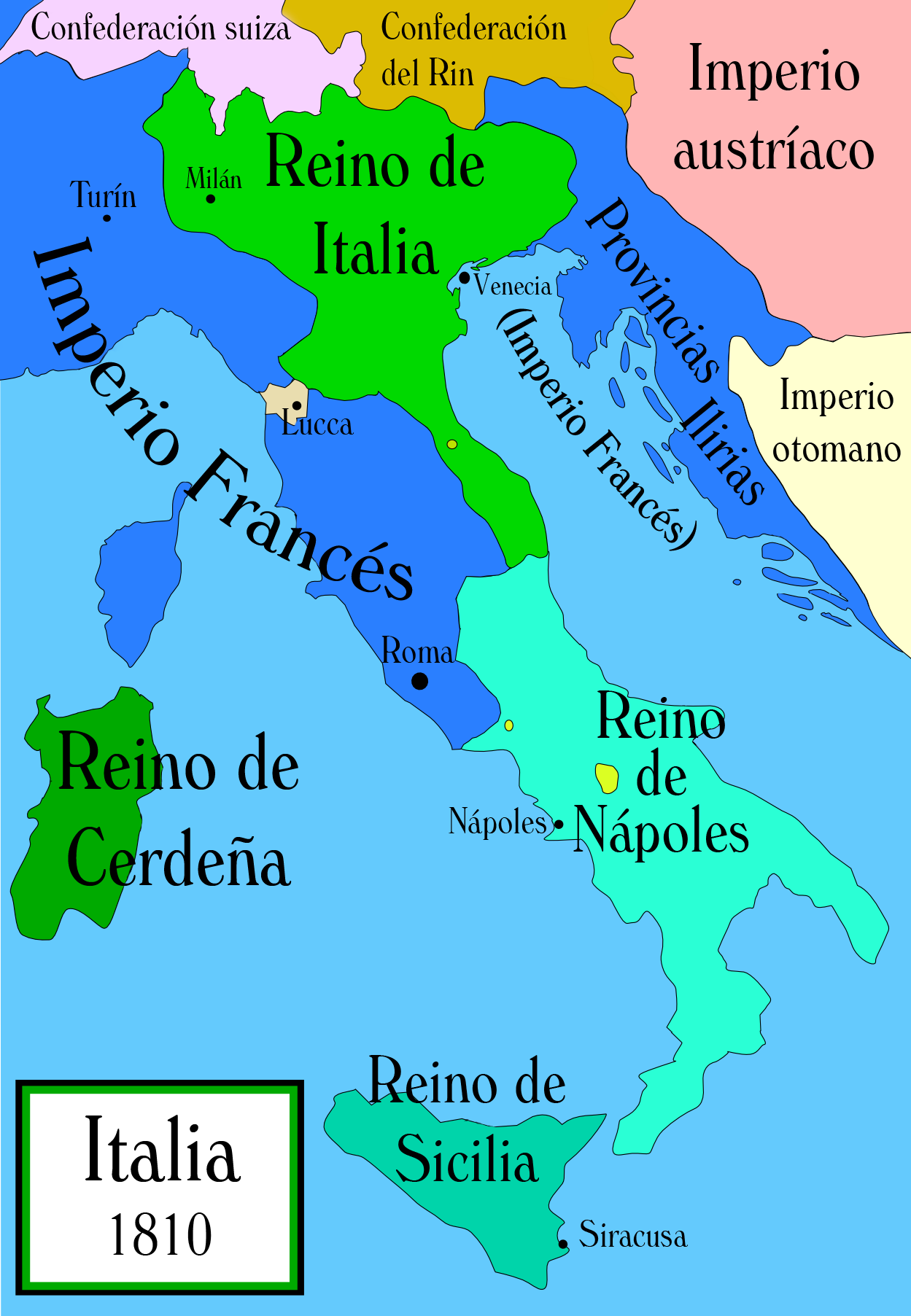
1810
1829
1843